# Fenerbahçe Spor Kulübü 2019-2020 (pallacanestro maschile)
Questa voce raccoglie le informazioni riguardanti il Fenerbahçe Spor Kulübü nelle competizioni ufficiali della stagione 2019-2020.

## Stagione
La stagione 2019-2020 del Fenerbahçe è la 54ª nel massimo campionato turco di pallacanestro, la Basketbol Süper Ligi.

## Roster
Aggiornato al 14 luglio 2019.
| Fenerbahçe Beko 2019-20 | Fenerbahçe Beko 2019-20 |
| Giocatori               | Staff tecnico           |
| ----------------------- | ----------------------- |

| N. | Naz.                                                 | Ruolo | Nome                 | Anno | Alt.   | Peso   |  |
| -- | ---------------------------------------------------- | ----- | -------------------- | ---- | ------ | ------ |  |
| 2  | Stati Uniti (bandiera)                               | AP    | James Nunnally       | 1990 | 201 cm | 95 kg  |  |
| 3  | Turchia (bandiera)                                   | G     | Ergi Tirpanci        | 2000 | 203 cm | 93 kg  |  |
| 8  | Turchia (bandiera)                                   | G     | Ekrem Sancaklı       | 2001 | 201 cm | 87 kg  |  |
| 9  | Francia (bandiera)                                   | P     | Léo Westermann       | 1992 | 198 cm | 90 kg  |  |
| 10 | Turchia (bandiera)                                   | G     | Melih Mahmutoğlu (C) | 1990 | 191 cm | 85 kg  |  |
| 12 | Serbia (bandiera)                                    | AP    | Nikola Kalinić       | 1991 | 203 cm | 101 kg |  |
| 13 | Bosnia ed Erzegovina (bandiera) · Turchia (bandiera) | AP    | Tarik Biberović      | 2001 | 201 cm | 100 kg |  |
| 16 | Grecia (bandiera)                                    | PG    | Kōstas Sloukas       | 1990 | 190 cm | 95 kg  |  |
| 18 | Turchia (bandiera)                                   | AP    | Egehan Arna          | 1997 | 203 cm | 93 kg  |  |
| 19 | Francia (bandiera)                                   | PG    | Nando de Colo        | 1987 | 196 cm | 91 kg  |  |
| 21 | Stati Uniti (bandiera)                               | AG    | Derrick Williams     | 1991 | 203 cm | 109 kg |  |
| 23 | Stati Uniti (bandiera)                               | A     | Malcolm Thomas       | 1988 | 206 cm | 102 kg |  |
| 24 | Rep. Ceca (bandiera)                                 | AC    | Jan Veselý           | 1990 | 213 cm | 110 kg |  |
| 32 | Turchia (bandiera)                                   | C     | Berkay Candan        | 1993 | 206 cm | 101 kg |  |
| 35 | Stati Uniti (bandiera) · Turchia (bandiera)          | P     | Ali Muhammed         | 1983 | 178 cm | 73 kg  |  |
| 44 | Giordania (bandiera) · Turchia (bandiera)            | C     | Ahmet Düverioğlu     | 1993 | 210 cm | 121 kg |  |
| 50 | Turchia (bandiera)                                   | AG    | İsmail Karabilen     | 2001 | 200 cm |        |  |
| 70 | Italia (bandiera)                                    | AP    | Luigi Datome         | 1987 | 203 cm | 98 kg  |  |
| 77 | Francia (bandiera)                                   | C     | Joffrey Lauvergne    | 1991 | 211 cm | 100 kg |  |
| 91 | Serbia (bandiera)                                    | C     | Vladimir Štimac      | 1987 | 211 cm | 116 kg |  |

| Allenatore |
| - Željko Obradović |
| Assistente/i |
| - Vladimir Androić - Erdem Can - Josep Maria Izquierdo - Berkay Oğuz Legenda - (C) Capitano - (IN) Inattivo - Infortunato Roster |

## Mercato

### Sessione estiva
| Acquisti | Acquisti         | Acquisti        | Acquisti      | Acquisti |
| R.a      | Nome             | da              | Modalità      |          |
| -------- | ---------------- | --------------- | ------------- | -------- |
| P        | Léo Westermann   | Žalgiris Kaunas | definitivo    |          |
| PG       | Nando de Colo    | CSKA Mosca      | definitivo    |          |
| GA       | Jordan Minčev    | İstanbul B.B.   | fine prestito |          |
| C        | Berkay Candan    | T. Büyükçekmece | definitivo    |          |
| AG       | Derrick Williams | Bayern Monaco   | definitivo    |          |
| C        | Vladimir Štimac  | Türk Telekom    | definitivo    |          |

| Cessioni | Cessioni      | Cessioni          | Cessioni       | Cessioni |
| R.       | Nome          | a                 | Modalità       |          |
| -------- | ------------- | ----------------- | -------------- | -------- |
| AG       | Nicolò Melli  | N.O. Pelicans     | definitivo     |          |
| GA       | Marko Gudurić | Memphis Grizzlies | definitivo     |          |
| GA       | Jordan Minčev | Levski Sofia      | rescissione    |          |
| G        | Sinan Güler   | Darüşşafaka       | fine contratto |          |
| P        | Tyler Ennis   | Toronto Raptors   | rescissione    |          |
| AG       | Barış Hersek  | Free agent        | fine contratto |          |
| P        | Erick Green   | Free agent        | fine contratto |          |

### Dopo l'inizio della stagione
| Acquisti | Acquisti       | Acquisti        | Acquisti         | Acquisti   |
| R.       | Nome           | da              | Data             | Modalità   |
| -------- | -------------- | --------------- | ---------------- | ---------- |
| A        | Malcolm Thomas | Shanxi Loongs   | 23 dicembre 2019 | definitivo |
| AP       | James Nunnally | Shanghai Sharks | 3 gennaio 2020   | definitivo |

| Cessioni | Cessioni        | Cessioni     | Cessioni         | Cessioni    |
| R.       | Nome            | a            | Data             | Modalità    |
| -------- | --------------- | ------------ | ---------------- | ----------- |
| C        | Vladimir Štimac | Stella Rossa | 23 dicembre 2019 | rescissione |